# Muzeum Ludowe Rodziny Brzozowskich

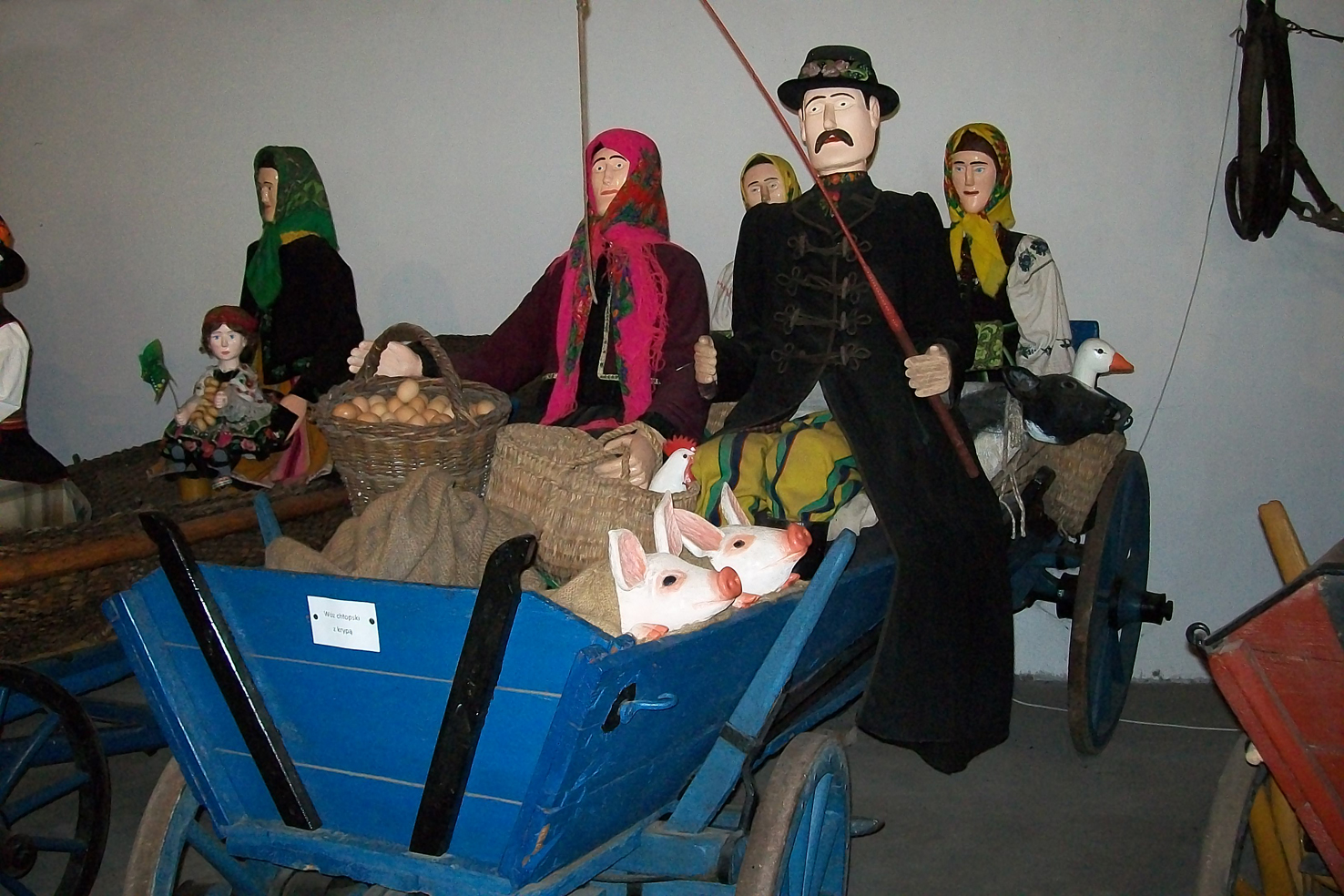
Scenka rodzajowa w Muzeum Ludowym Rodziny Brzozowskich w Sromowie

Muzeum Ludowe Rodziny Brzozowskich w Sromowie (gmina Kocierzew Południowy, powiat łowicki), zostało założone przez Juliana Brzozowskiego ludowego rzeźbiarza, twórcy kilkuset drewnianych ludowych figur o tematyce historycznej, ilustrujących życie dawnej i współczesnej wsi oraz o tematyce sakralnej.
Pierwsze figury zaczęły powstawać w latach 50. XX w. Przez kilkanaście lat były przechowywane w pokojach mieszkalnych i w garażu. Obecnie eksponowane są w muzeum, na które składają się 4 pawilony – pierwszy otwarto w 1972 r.
W pierwszym pawilonie eksponowanych jest ponad 400 drewnianych rzeźb – rzeźby te składają się na kilka cykli tematycznych, takich jak: Bożonarodzeniowa Szopka Betlejemska, Procesja Bożego Ciała, czy Wesele Łowickie. Większość figur jest ruchoma dzięki mechanizmom wymyślonym i wykonanym przez autora.
W drugim pawilonie można obejrzeć oryginalne stroje ludowe, tradycyjne skrzynie łowickie, stare kredensy, pająki, wycinanki, obrazy oraz ruchomą scenę „Cztery Pory Roku”. 
W trzecim i w czwartym pawilonie znajduje się kolekcja 35 pojazdów konnych z okolic Łowicza. Większość eksponatów stanowią tu wolanty, ale można również zobaczyć stare bryczki, sanie oraz wozy chłopskie: drabiniaste, z krypą, półkoszka i wasąg. Wystawionych jest także kilkanaście egzemplarzy końskich uprzęży oraz stare maszyny i urządzenia rolnicze.
Wszystkie pawilony składające się na muzeum powstały z prywatnych funduszy i stanowią własność rodziny Brzozowskich. Wokół znajduje się ogród, w którym znajdują się naturalnej wielkości rzeźby ludzi i zwierząt.